# 荆福生
荆福生（1952年—），男，河南孟县人，生于福建福鼎，中华人民共和国地方贪腐官员。

## 生平
荆福生籍贯河南省孟县西虢镇，其父荆利九是中国人民解放军长江支队的南下干部，亦是福建省福鼎县的首任县长。1982年，任共青团福建省委副书记。1984年，任共青团福建省委书记。1987年9月，任中共莆田地委副书记。1992年12月当选中国武术协会副主席。1995年，任中共宁德地委书记。1999年11月，宁德地区改为宁德市。荆福生是为首任中共宁德市委书记:34。此前，1998年4月，母亲因心脏病逝世。两个月后，十六岁的独生女荆薇因非霍奇金氏淋巴瘤逝世。1999年11月，已因重症肌無力瘫痪十六年的妻子张建心逝世:18、19:34。妻子逝世后，他与吕玉萍交往、恋爱。被吕玉萍发现，此前与多名女性交往、通奸。两人在2001年前后结婚。婚后，吕玉萍调任宁德市驻厦门办事处主任，副处级行政待遇。后吕玉萍被调至福州市，任福建省石油公司副总经理:34。
2000年起，荆福生通过媒体，将自己塑造为照顾瘫痪妻子十六年的“道德君子”，使他获得政府高层信任:34。2001年12月，任中共福建省委常委。2002年，任中共福建省委常委、宣传部长。
2005年9月28日，第二任妻子吕玉萍在北京被刑事拘留。10月11日，中纪委将在厦门调研的荆福生带走。在福州接受调查、“双规”。后因贪污被逮捕。
2006年8月，荆福生被开除党籍和公职，11月被移送司法机关处理:34。2007年9月14日，浙江省温州市中级人民法院进行荆福生受贿案一审宣判，以受贿罪判处荆福生无期徒刑，剥夺政治权利终身，并处没收个人全部财产。法院查明，荆福生在1989年至2005年期间，先后索取或收受他人财物共计折合人民币766.75万元。